# Nasswald Peak
Nasswald Peak är en bergstopp i Kanada.   Den ligger i provinsen Alberta, i den centrala delen av landet, 3 000 km väster om huvudstaden Ottawa. Toppen på Nasswald Peak är 3 042 meter över havet.
Terrängen runt Nasswald Peak är kuperad åt sydost, men åt nordväst är den bergig.Trakten runt Nasswald Peak är nära nog obefolkad, med mindre än två invånare per kvadratkilometer.. Det finns inga samhällen i närheten. 
Trakten runt Nasswald Peak består i huvudsak av gräsmarker.